# Ousmane Sanou
Ousmane Sanou (Bobo-Dioulasso, 11 marzo 1978) è un ex calciatore burkinabé, di ruolo attaccante.

## Carriera

### Club
Inizia la carriera in patria nel 1995; nel 1997 passa in Paesi Bassi nel Willem II, con cui nel 1999 ottiene un secondo posto in Eredivisie, che gli consente di giocare la Champions League della stagione successiva.

### Nazionale
Nel 1995 ha debuttato con la nazionale del suo Paese, con cui complessivamente è sceso in campo in 14 occasioni, segnando 4 gol; ha inoltre partecipato alla Coppa d'Africa nel 1996, nel 1998 e nel 2000.

## Palmarès

### Club

#### Competizioni nazionali
- Coupe du Faso: 1

ASF Bobo: 1997